# Jablonec nad Jizerou
Jablonec nad Jizerou (deutsch Jablonetz an der Iser) ist eine Stadt im Okres Semily, Liberecký kraj in Tschechien. Sie liegt am Fuß des Riesengebirges.

## Geschichte
Der Ort wurde 1492 erstmals urkundlich erwähnt. 1899 bekam Jablonetz einen Bahnhof an der Lokalbahn Starkenbach–Rochlitz.

## Sehenswürdigkeiten
- Janat-Mühle (Wassermühle) im Ortsteil Buřany etwa 1,5 km östlich von Jablonec (Nationales Kulturdenkmal)
- Burgruine Nístějka südwestlich des Ortsteils Hradsko, oberhalb der Iser[5]

## Gemeindegliederung
Die Stadt Jablonec nad Jizerou besteht aus den Ortsteilen Blansko, Bratrouchov (Bratrochow), Buřany (Buran), Dolní Dušnice (Niederduschnitz), Dolní Tříč (Unter Tschitsch), Horní Dušnice (Oberduschnitz), Hradsko, Jablonec nad Jizerou (Jablonetz), Končiny (Kontschin), Stromkovice (Stromkowitz) und Vojtěšice (Wojteschitz). Grundsiedlungseinheiten sind Bratrouchov, Brno (Berno), Buřany, Dolní Dušnice, Dolní Tříč, Dolní Tříč-sever, Horní Dušnice, Jablonec nad Jizerou, Končiny, Přední Blansko (Vorderblansko), Stromkovice, Vojtěšice und Zadní Blansko (Hinterblansko).
Das Gemeindegebiet gliedert sich in die Katastralbezirke Bratrouchov, Buřany, Horní Dušnice, Jablonec nad Jizerou und Stromkovice.